# Cremnomys
Genre
Cremnomys est un genre de rongeurs de la sous-famille des Murinés d'Inde.
Madromys était[Quand ?] considéré comme synonyme.

## Liste des espèces
Ce genre comprend les espèces suivantes :
- Cremnomys cutchicus (Wroughton, 1912)
- Cremnomys elvira (Ellerman, 1946)

pour Cremnomys blanfordi (Thomas, 1881) : Madromys blanfordi (Thomas, 1881)